# Neolophonotus zigzag
Neolophonotus zigzag là một loài ruồi trong họ Asilidae. Neolophonotus zigzag được Londt miêu tả năm 1988. Loài này phân bố ở vùng nhiệt đới châu Phi.